# Żabotyn
Żabotyn (ukr. Жаботин) –  wieś na Ukrainie, w obwodzie czerkaskim, w rejonie czerkaskim. W 2001 roku liczyła 1270 mieszkańców.
Początkowo własność książąt Olelkowiczów-Słuckich, potem m.in. Stanisława Koniecpolskiego. W 1768 roku podczas koliszczyzny kozacy i wspomagający ich ruscy chłopi dokonali tutaj mordu kilkunastu Żydów i prawdopodobnie szlachty polskiej, zginęli także ówczesny gubernator miasta oraz miejscowy rabin i jego ciężarna żona.
Siedziba dawnej gminy Żabotyn w powiecie czerkaskim na Ukrainie.
15 czerwca 2013 roku we wsi odsłonięto pomnik jednego z przywódców koliszczyzny Iwana Gonty.